# Гантер Байден
Роберт Гантер Байден (англ. Robert Hunter Biden; нар. 4 лютого 1970, Вілмінгтон, Делавер) — американський юрист, викладач, другий син 46-го президента США Джо Байдена.
Адвокат національної юридичної фірми «Boies, Schiller & Flexner LLP» (Нью-Йорк, США), що виступала в таких справах, як «Буш проти Ґора», «США проти Microsoft» та ін. Гантер Байден — один зі співзасновників і керівний партнер інвестиційно-консультативної компанії «Rosemont Seneca Partners» (RSP), а також голова правління «Rosemont Seneca Advisors». Ад'юнкт-професор Джорджтаунського університету, де він викладає магістерську програму в Школі дипломатичної служби.
У 2014—2019 роках входив до Ради директорів найбільшого приватного газодобувача в Україні «Burisma Group».

## Біографія
Є членом колегії адвокатів у штаті Коннектикут і окрузі Колумбія, у Верховному суді США і Федеральному претензійному суді. Гантер здобув ступінь бакалавра в Джорджтаунському університеті і докторський ступінь у Єльській школі права.
Директор Коаліції США з питань глобального лідерства, Центру з питань національної політики, і голова Консультативної ради Національного демократичного інституту. Після роботи на посаді старшого віцепрезидента MBNA America Bank був призначений колишнім Президентом США Біллом Клінтоном виконавчим директором координаційного центру з питань електронної комерції при Міністерстві торгівлі США на чолі з паном Вільямом Дейлі. У 2008 році також був почесним співголовою інавгураційного комітету Обама — Байден.
Голова ради Світової продовольчої програми США, яка співпрацює з найбільшою у світі гуманітарною організацією Всесвітньою продовольчою програмою ООН. На цій посаді займається наданням допомоги малозабезпеченим у країнах, що розвиваються, борючись із голодом і бідністю, а також забезпечуючи харчування та освіту дітям по всьому світу.
17 жовтня 2014 року Гантер був виключений із резерву ВМС США за вживання кокаїну.

### Розслідування ролі Гантера в Бурисмі
У 2015—2016 роках генеральний прокурор Віктор Шокін розслідував справу щодо української газовидобувної компанії Burisma, куди у 2014—2019 роках входив Гантер. Компанією з кіпрською реєстрацією (офшорна зона) володів Микола Злочевський, міністр часів Януковича, фігурант багатьох корупційних скандалів і кримінальних справ, станом на 2021 рік — його оголошено в розшук. Після відставки Шокіна справу у 2017 році закрили. На відставці Шокіна наполягав батько Гантера, Джо Байден. Дональд Трамп телефонував до президента України Зеленського у 2019 році і прохав його допомогти в дорослідуванні справи.

### Розслідування щодо сплати податків
У 2018 році Мін'юст США направив запит щодо сплати податків Гантером Байденом (він отримував доходи в Україні, Казахстані та Китаї). У доповіді комітетів Сенату США з внутрішньої безпеки, урядових питань і фінансів, яку підготовленій республіканцями та опублікованій у вересні 2020 року, стверджується, що Гантер Байден, його сім'я та ділові партнери протягом декількох років отримували «мільйони доларів сумнівного походження від іноземних громадян».
Гантер ще у 2013 році здійснив із батьком Джо Байденом візит до Китаю. З тих пір він почав вести справи з китайським банкіром Джонатаном Лі, який заснував приватний фонд для залучення інвестицій, Гантер Байден увійшов до ради директорів цього фонду.